# Schwarzmoos (Velden)
Schwarzmoos ist ein Gemeindeteil des Marktes Velden im niederbayerischen Landkreis Landshut.

## Lage
Die Einöde Schwarzmoos liegt 4,4 Kilometer südwestlich von Velden in der Gemarkung Felizenzell oberhalb des Spindlbachs.

## Bevölkerungsentwicklung
Um 1871–1950 gab es in Schwarzmoos etwa acht Einwohner. Im Mai 1987 lebten dort zwei Einwohner in einem Wohngebäude.
| Jahr      | 1871 | 1925 | 1950 | 1970 | 1987 |
| Einwohner | 8    | 8    | 8    | 6    | 2    |